# Камна Горица
Камна Горица (словен. Kamna Gorica) је насељено место у општини Радовљица, Горењска регија, Словенија.

## Историја
До територијалне реорганизације у Словенији била је у саставу старе општине Радовљица.

## Становништво
У попису становништва из 2011. године, Камна Горица је имала 563 становника.
| Број становника према пописима | Број становника према пописима | Број становника према пописима |
| ------------------------------ | ------------------------------ | ------------------------------ |
| 1991                           | 2002                           | 2011                           |
| 490                            | 538                            | 563                            |

## Галерија
- улаз у насеље
- панорама
- капелица
- стара сеоска кућа